# الغيظة (نهم)

تعديل مصدري - تعديل

الغيظة هي إحدى قرى عزلة عيال صياد بمديرية نهم التابعة لمحافظة صنعاء، بلغ تعداد سكانها 67 نسمة حسب تعداد اليمن لعام 2004.